# Большой Яблоновский мост
Большой Я́блоновский мост — автодорожный железобетонный рамный мост через реку Оккервиль в Невском районе Санкт-Петербурга.

## Расположение
Расположен по оси Зольной улицы.
Выше по течению находится Долгоруков мост, ниже, почти вплотную к нему — безымянный железнодорожный мост.
Ближайшая станция метрополитена — «Ладожская».

## Название
Название известно с 1950-х годов и дано по названию деревни Яблоновки.

## История
Построен в 1957 году по проекту инженера «Ленгипроинжпроекта» А. Д. Гутцайта. Строительство моста осуществляло СУ-2 треста «Ленмостострой» под руководством инженера В. Г. Лиманского. Мост был предназначен для вывоза готовой продукции с асфальтобетонного завода, принадлежавшего тогда тресту «Лендорстрой».

## Конструкция
Мост однопролётный железобетонный рамной системы с двумя консолями. Пролётное строение состоит из двух главных рам с расстоянием между осями в 6,45 м, между которыми расположена система продольных и поперечных балок, поддерживающих железобетонную плиту проезжей части. Конструкция пролётного строения выполнена из монолитного железобетона без устоев, со свободными консолями. Величина пролёта моста — 21 м, длина консоли — 7 м, «ноги» рам гибкие, соединены с фундаментом с помощью несовершенного шарнира.
Под каждую пару «ног» рам заложены общие железобетонные фундаменты на свайном основании из деревянных свай. Общая длина моста составляет 33,7 м, ширина — 16,4 м.
Мост предназначен для движения автотранспорта и пешеходов. Проезжая часть моста включает в себя 2 полосы для движения автотранспорта. Покрытие проезжей части и тротуаров — асфальтобетон. Перильное ограждение металлическое сварное простого рисунка. Тротуары отделены от проезжей части железобетонным парапетным ограждением. Под мостом сооружена низкая подпорная железобетонная стенка с откосами, которые укреплены железобетонными плитами.